# Poemenesperus gillieri
Poemenesperus gillieri es una especie de escarabajo longicornio del género Poemenesperus, tribu Tragocephalini, subfamilia Lamiinae. Fue descrita científicamente por Villiers en 1959.
Se distribuye por Gabón. Mide aproximadamente 11,5 milímetros de longitud. El período de vuelo ocurre en el mes de diciembre.